# Tarkerabari
Tarkerabari (nepalski: टारकेरावारी) – gaun wikas samiti we wschodniej części Nepalu w strefie Sagarmatha w dystrykcie Okhaldhunga. Według nepalskiego spisu powszechnego z 2001 roku liczył on 410 gospodarstw domowych i 2168 mieszkańców (1118 kobiet i 1050 mężczyzn).